# Miechów (Perzów)
Miechów (deutsch Mechau) ist eine Ortschaft mit einem Schulzenamt der Landgemeinde Perzów im Powiat Kępiński der Woiwodschaft Großpolen in Polen.

## Geschichte

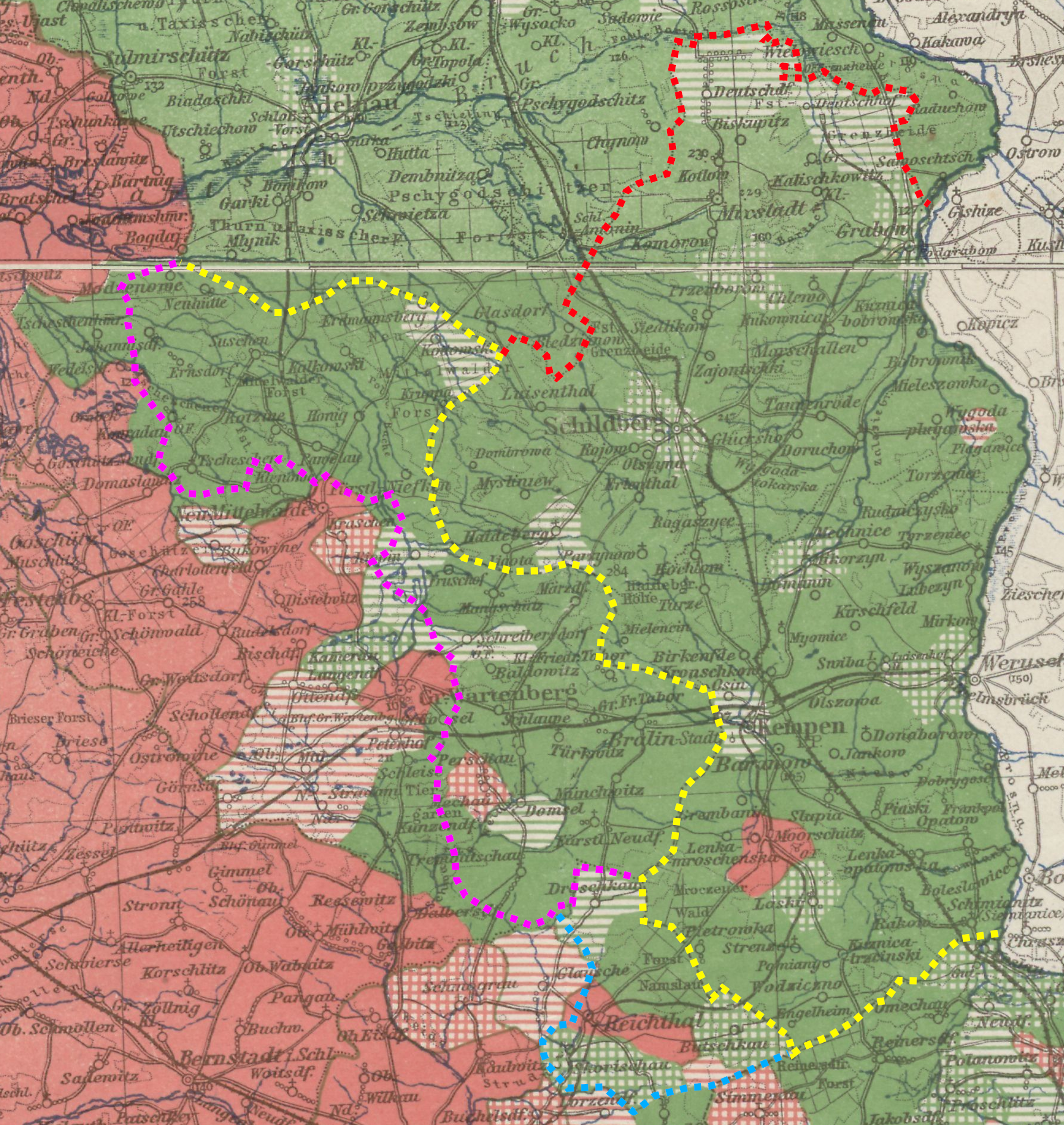
Sprachkarte aus dem Jahr 1910: Gelbe gestrichelte Linie: schlesisch-großpolnische Grenze, rosarote gestrichelte Linie: neue Grenze aus dem Jahr 1920

Der Ort bestand schon im Mittelalter. Seit der Reformation war die Ortskirche bis 1654 in protestantischen Händen und wurde zur Filialkirche von Domasłów, später gehörte bis zum Abbau des Gebäudes im Jahr 1772 zu Turkowy. Die Lutheraner gehörten der Kirchengemeinde in Pisarzowice (Schreibersdorf) an.
Mechau gehörte von 1818 bis 1920 dem schlesischen Landkreis Groß Wartenberg an. 1910 war der Ort mehrheitlich deutschsprachig, aber mit dem überwiegend polnischsprachigen Ostteil des Landkreises wurde Miechów zum 10. Januar 1920 infolge des Versailler Vertrags vom Deutschen Reich an das wiedergegründete Polen abgetreten. Seitdem ist Miechów mit der Woiwodschaft Posen bzw. Großpolen verbunden, zunächst im Powiat Kępiński.
Im Jahr 1921 gab es in der Gemeinde Miechów im Powiat Kępno 44 Häuser mit 341 Einwohnern, davon waren 228 deutscher und 113 polnischer Nationalität, 182 waren evangelisch, 159 römisch-katholisch. Im Gutsgebiet gab es dagegen 12 Häuser mit 202 Einwohnern, davon 139 polnischer und 61 deutscher Nationalität, 172 waren römisch-katholisch, 30 evangelisch.
Beim Überfall auf Polen 1939 wurde das Gebiet von den Deutschen besetzt und dem Landkreis Kempen im Reichsgau Wartheland zugeordnet. Nach dem Krieg verließ die Mehrheit der Lutheraner den Ort. 
Von 1975 bis 1998 gehörte Miechów zur Woiwodschaft Kalisz.